# Pica-pau-de-cabeça-amarela
Pica-pau-de-cabeça-amarela (nome científico:Celeus flavescens) é uma ave piciforme pertencente à família Picidae. O nome Pica Pau da cabeça amarela é decorrência do vistoso topete amarelo que apresenta em sua cabeça. Trata- se de uma espécie pouca conhecida entre as outras, pela falta de pesquisas e estudos sobre o animal.
Mede em média 27 cm. Está presente desde a margem norte do baixo Rio Amazonas até o Rio Grande do Sul, sendo encontrado também no Paraguai e Argentina. Habita bordas de florestas altas, florestas de galeria e pomares. Alimenta-se de frutos no alto das árvores, descendo ao solo para comer formigas. O macho apresenta uma faixa vermelha nas laterais da cabeça, próximo à base do bico. A batida do bico no tronco da árvore é característica das espécies de Pica-pau.

## Etimologia
O nome Pica Pau da cabeça amarela é decorrência do vistoso topete amarelo que apresenta em sua cabeça. Seus outros nomes comuns são joão-velho, ipecuati, cabeça-de-velho e pica-pau-velho. No Rio Grande do Sul, também é chamado de bico-chã-chã.
O nome pica-pau-de-cabeça-amarela foi o selecionado como nome vernáculo técnico para a espécie Celeus flavescens pelo Comitê Brasileiro de Registros Ornitológicos (CBRO) em 2021.

## Alimentação
Alimenta-se de insetos, larvas e formigas, cupins das árvores e de grande variedade de frutas e bagas. Já foi documentado tomando néctar de flores em duas espécies de plantas do dossel, Spirotheca passifloroides(Bombacaceae) e Schwartzia brasiliensis (Marcgraviaceae), em
Mata Atlântica do sudeste do Brasil.
O Celeus flavescens também age como polinizador, ele toca as anteras e os estigmas com sua cabeça e pescoço quando visita várias flores de plantas diferentes, algumas destas produzem néctar abundante e diluído. Tanto o consumo do sumo de fruta ou um néctar das flores é uma atividade simples para Celeus flavescens. Pois sua língua longa, preenchida de farpas ou pontas em forma de escova (Winkler & Christie 2002) pode ser tão apropriada para extrair suco de frutas maduras quanto sorver o néctar das flores.

## Reprodução
Constrói o ninho em buracos de formigueiros que ficam nas arvores, principalmente, árvores velhas e de grande porte, o casal elabora uma cavidade na madeira a cada período reprodutivo onde coloca de 2 a 4 ovos, que desenvolvem-se em tempo curto, de aproximadamente 12 dias.Nesse período o macho e a fêmea dividem as tarefas. O macho colabora com sua parceira chocando e cuidando dos filhotes também.Os filhotes permanecem no ninho por 1 mês, no mínimo, mesmo já tendo capacidade de vôo. Os filhotes ainda com poucos dias de nascido, agarram-se às paredes das árvores e começam a martelar como os pais, e um pouco mais tarde emitem o canto característico dos pais. Seus ninhos são utilizados por várias aves, como psitacídeos, mamíferos, como o mico-leão. Muitas vezes, estes animais se instalam em seus ninhos, expulsando os pica-paus.[carece de fontes?]

## Subespécies
Celeus flavescens flavescens (Gmelin, 1788) – Subespécie apresenta coloração preta no ventre e asas. Há evidencias no Sul da Bahia ao Rio Grande do Sul, Paraguai e Argentina.
Celeus flavescens intercedens (Hellmayr, 1908) – Subespécie é tão escura quanto a espécie nominal, porém, mais amarronzada no abdômen, é comum apresentar tons castanhos nas asas. Ocorre do Oeste da Bahia até Goiás e Minas Gerais.

## Relação com a cidade
Os pica paus em geral são muito úteis para a conservação do ciclo da natureza, pois se alimentam de cupins, formigas e seus ovos, além de outros insetos nocivos à madeira. Sua presença em determinados habitats pode até servir como indicador de área verde intacta.[carece de fontes?]

## Ameaças
O pica-pau-da-cabeça-amarela sofre ameaça pela alteração do seu habitat natural, se encontra na Lista vermelha de espécies ameaçadas da Bahia e na lista de animais ameaçados de extinção do Ministério do Meio Ambiente. Segundo especialistas, as causas são claras e envolvem as ações humanas. Isso porque, por habitar muitas regiões serranas, a ave sofreu com construções de estradas, ferrovias, entre outras, que o fizeram sofrer com a perda de seu habitat e, consequentemente, de sua população. Além do mais, o desmatamento da mesma forma foi um fator decisivo na redução da espécie, já que o animal se alimenta, basicamente, de insetos na casca e interior de árvores. Logo, com as queimadas e a ausência das mesmas, a espécie ficou sem alimento, ocasionando a morte de muitos animais.
Em contra partida o reflorestamento das áreas desmatadas com plantações de pinheiros, eucaliptos e capoeiras nativas não contribui com o desenvolvimento da espécie que dependem de arvores altas e ocas para abrigo e  construção de seus ninhos. O imoderado uso de inseticidas prejudica muito a espécie, pois, consomem grandes quantidades de insetos.[carece de fontes?]

## Curiosidades
O pica-pau-de-cabeça-amarela (Celeus flavescens) é a ave símbolo do Observatório de Aves - Instituto Butantan. É tido como um dos mais belos pica-paus do Brasil oriental. Ele mede 27 cm e sua coloração muitas vezes varia conforme seu habitat. A variação vai do amarelo ao caramelo, com barras na parte superior reduzidas a manchas. A espécie exala um forte cheiro tipicamente resinoso. O cheiro é aderente à plumagem, talvez motivado por derivados graxos da glândula ou das próprias penas. O pica-pau-de-cabeça-amarela é encontrado geralmente em casais ou em grupos familiares de 3 a 4 indivíduos. Tamborila em sequência rápida.[carece de fontes?]

## Etimologia
"Ipecuati" é oriundo do termo tupi ïpe'ku a (abreviatura de a'kã) ti (abreviatura de ting), que significa "pato de cabeça branca". Celeus flavescens é um termo latino que significa "esconder amarelado". Estes dois nomes, assim como "pica-pau-de-cabeça-amarela", "joão-velho", "cabeça-de-velho" e "pica-pau-velho", são referências a sua cabeça amarelada, que lembra os cabelos brancos de um velho.[carece de fontes?]